# Kenotaph

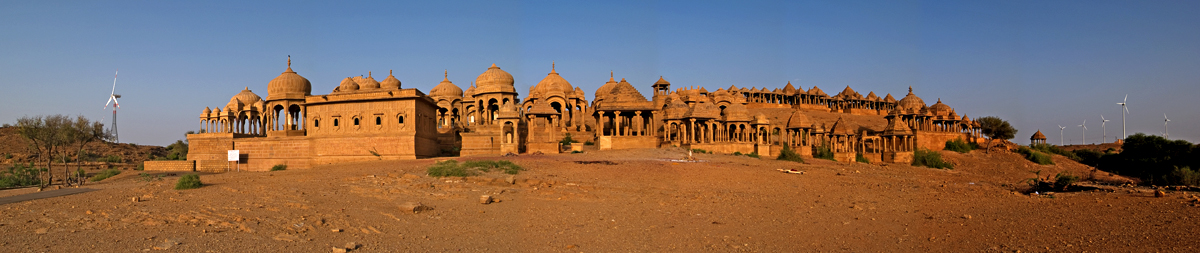
Bada Bagh, Kenotaphe (chattris) der Maharadschas von Jaisalmer, Rajasthan, Indien

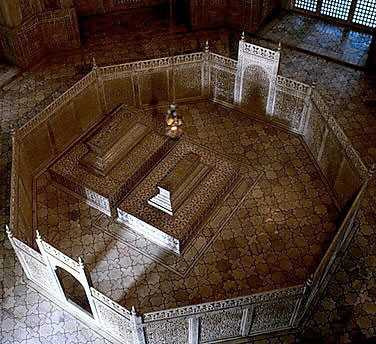
Kenotaphe im Taj Mahal

Ein Kenotaph (selten auch Zenotaph oder Cenotaph; Neutrum; von altgriechisch κενοτάφιον kenotáphion, deutsch ‚leeres Grabmal, Ehrengrabmal für einen in der Fremde Gestorbenen (dessen Leichnam man nicht aufgefunden hat)‘ aus κενός kenós, deutsch ‚leer‘ und τάφος táphos, deutsch ‚Grab‘), auch Scheingrab genannt, ist ein Ehrenzeichen für einen oder mehrere Tote. Im Gegensatz zum Grab dient es ausschließlich der Erinnerung und enthält keine sterblichen Überreste.
Mehrere Kenotaphe können in der Art einer Nekropole zusammengefasst sein. Aus gartenkünstlerischen Überlegungen angelegte Scheingräber werden als Scheinfriedhof bezeichnet. In der christlichen Kunst weit verbreitet sind Heilige Gräber als Nachbildungen der Grabeskirche.

## Geschichte
Die ersten so bezeichneten Kenotaphe waren einfache Grabmale zum Andenken an Tote, deren Gebeine nicht aufgefunden werden konnten; der römische Glaube gebot, die Manen durch diese Fiktion zu besänftigen. Bei der Weihe eines solchen Mals wurde der Verstorbene dreimal mit Namen gerufen und eingeladen, in dem leeren Grab seine Wohnung zu nehmen. Dasselbe geschah auch, wenn ein geehrter Toter fern von der Heimat begraben lag. In einem solchen Fall errichteten ihm die Angehörigen oder Mitbürger der Vaterstadt ein bisweilen sehr prachtvolles Ehrenmal. Kenotaph nannte man auch die Grabstätte, welche man für sich und die Seinigen bei Lebzeiten erbauen und einrichten ließ.
Eine Sonderform des Kenotaphs ist das antike Heroon, ein häufig dem sagenhaften Gründer einer Stadt gewidmetes Heiligtum, das als Grabmal des Heros betrachtet wurde.
Auch Kenotaphe als reine Ehrenmale und Memorialbauten waren in der Antike verbreitet. Bekannte Beispiele sind:
- Kenotaph des Dexileos im Kerameikos in Athen
- Kenotaph des Teiresias in Theben
- Kenotaph des Gaius Caesar in Limyra
- Kenotaph des Drusus in Mainz

## Indien

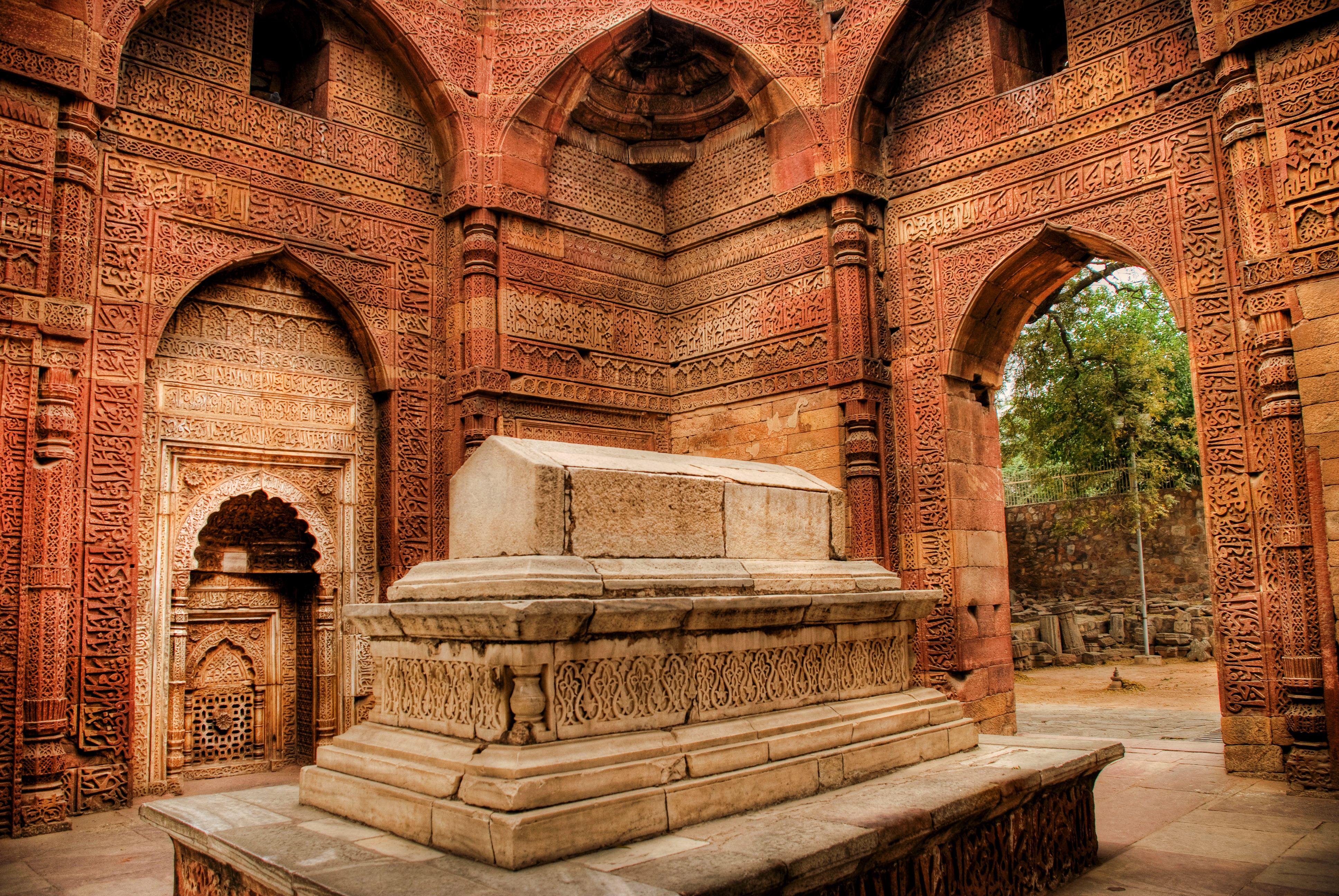
Iltutmish-Mausoleum im Qutb-Komplex in Delhi (um 1236)

Aufgrund der in Indien seit Jahrtausenden praktizierten Tradition der Leichenverbrennung und dem gleichzeitigen Wunsch nach dem würdigen Gedenken des Toten entstanden bereits früh Gedenkstätten, deren älteste (bekannte) Form der buddhistische Stupa ist. Dieser enthielt manchmal auch Reliquien (meist Asche, Zähne und Knochensplitter) Buddhas oder seiner ersten Schüler. Nach dem Eindringen des Islam wurden die ersten Kuppelmausoleen gebaut, unter denen das von Iltutmish (reg. 1211–1236) herausragt, dessen marmornes Kenotaph (das eigentliche Grab befindet sich unterirdisch) sich vom umgebenden Bau aus rotem Sandstein abhebt. Diese islamische Tradition von Scheingräbern reicht bis in die späte Mogulzeit (beispielsweise Taj Mahal). Ab dem 16./17. Jahrhundert entstanden auch in den von Hindu-Maharadschas dominierten Regionen Nordwestindiens (vor allem in Rajasthan) zahlreiche Gedenkstätten (chhatris) über den Verbrennungsstätten der jeweiligen Herrscher.

## Bekannte Kenotaphe

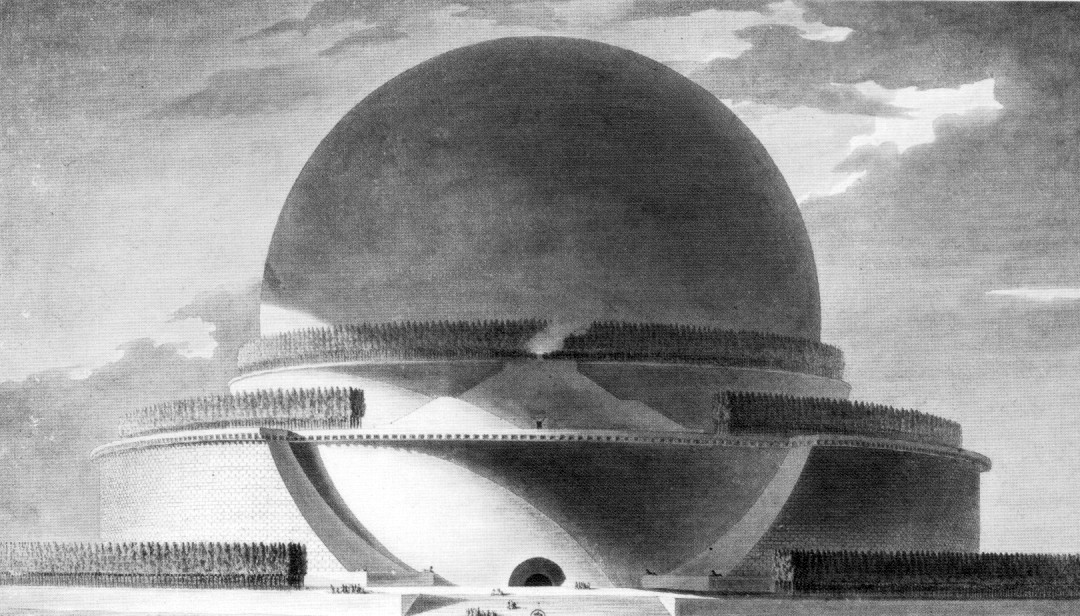
Kenotaph für Isaac Newton (Entwurf)

### Kenotaph für Isaac Newton
Ein für die Architekturgeschichte bedeutsames Kenotaph für Isaac Newton wurde 1784 von dem französischen Architekten Étienne-Louis Boullée entworfen. Die 150 m hohe Kugel symbolisiert das Universum, im Inneren wird durch Perforation der Kugeloberfläche der Sternenhimmel dargestellt. Dieser – nicht realisierte – Entwurf gilt als Höhepunkt der utopischen Revolutionsarchitektur. Ein von Bernd Grimm 2002 geschaffenes Modell aus Alabastergips im Maßstab 1:400 befindet sich in Ungers Archiv für Architekturwissenschaft.

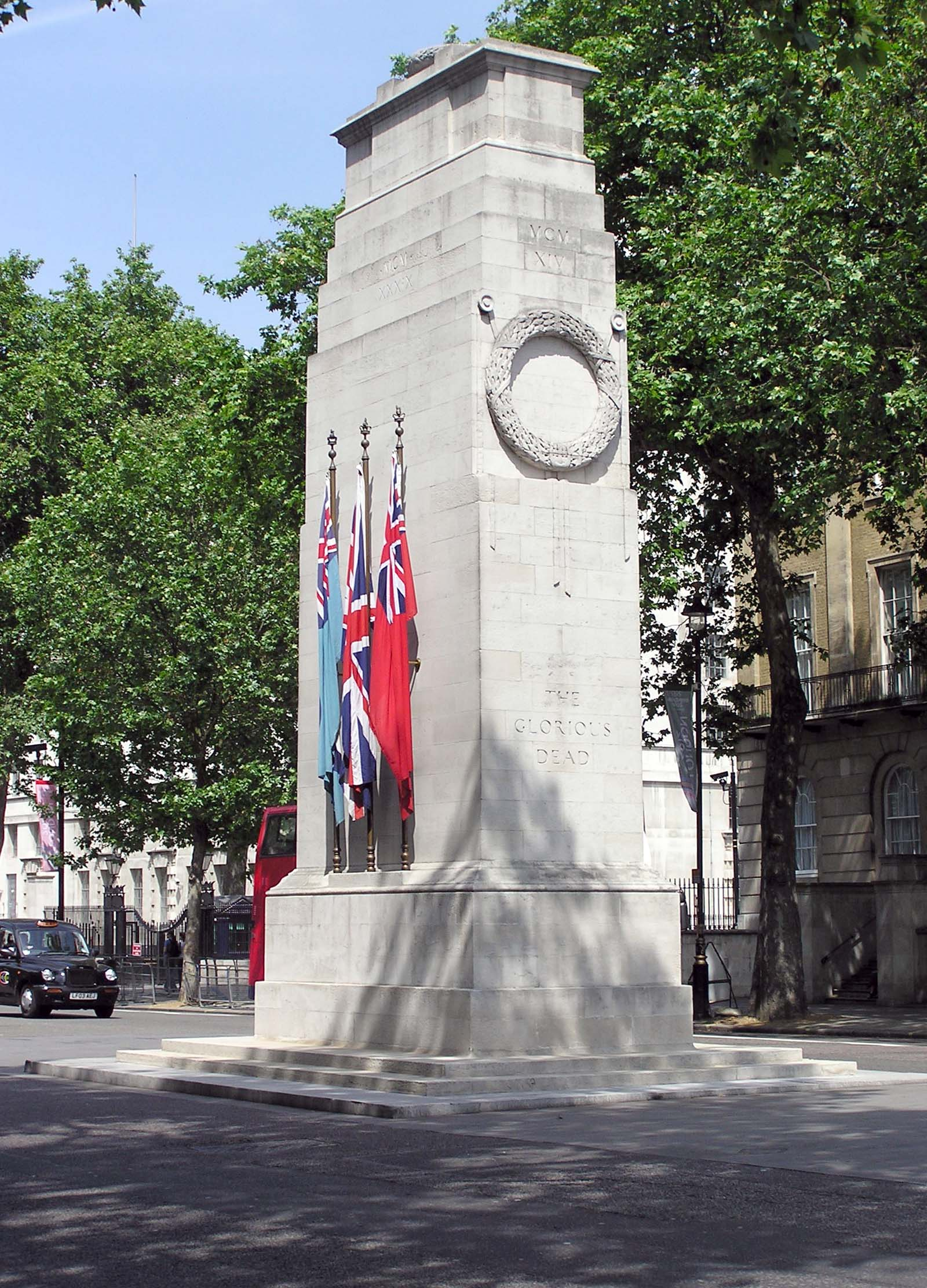
Kenotaph in Whitehall, London

### Londoner Kenotaph
Ein berühmtes Kenotaph (The Cenotaph) befindet sich in London im Stadtteil Westminster, dem Regierungsviertel, auf der Straßenmitte von Whitehall direkt vor dem Haupteingang des Foreign, Commonwealth and Development Office (Außenministerium), nahe der Kreuzung mit Downing Street (Amtssitz des Premierministers). Errichtet wurde es 1919–1920 nach Entwurf von Edwin Lutyens.
An beiden Schmalseiten des Denkmals aus Portland-Stein befindet sich ein eingemeißelter Siegeskranz mit den Worten The Glorious Dead („Die ruhmreichen Toten“). Der Ort wird durch die Flaggen des Vereinigten Königreiches, der Royal Navy, der British Army, der Royal Air Force und der Handelsflotte geschmückt. Der Monarch, der Premierminister, die Hochkommissare sowie Veteranen ehren jährlich am Remembrance Sunday – das ist der Sonntag, der dem 11. November am nächsten liegt – mit einer Kranzniederlegung um 11 Uhr die Gefallenen der Kriege.

### Kenotaph von Hiroshima

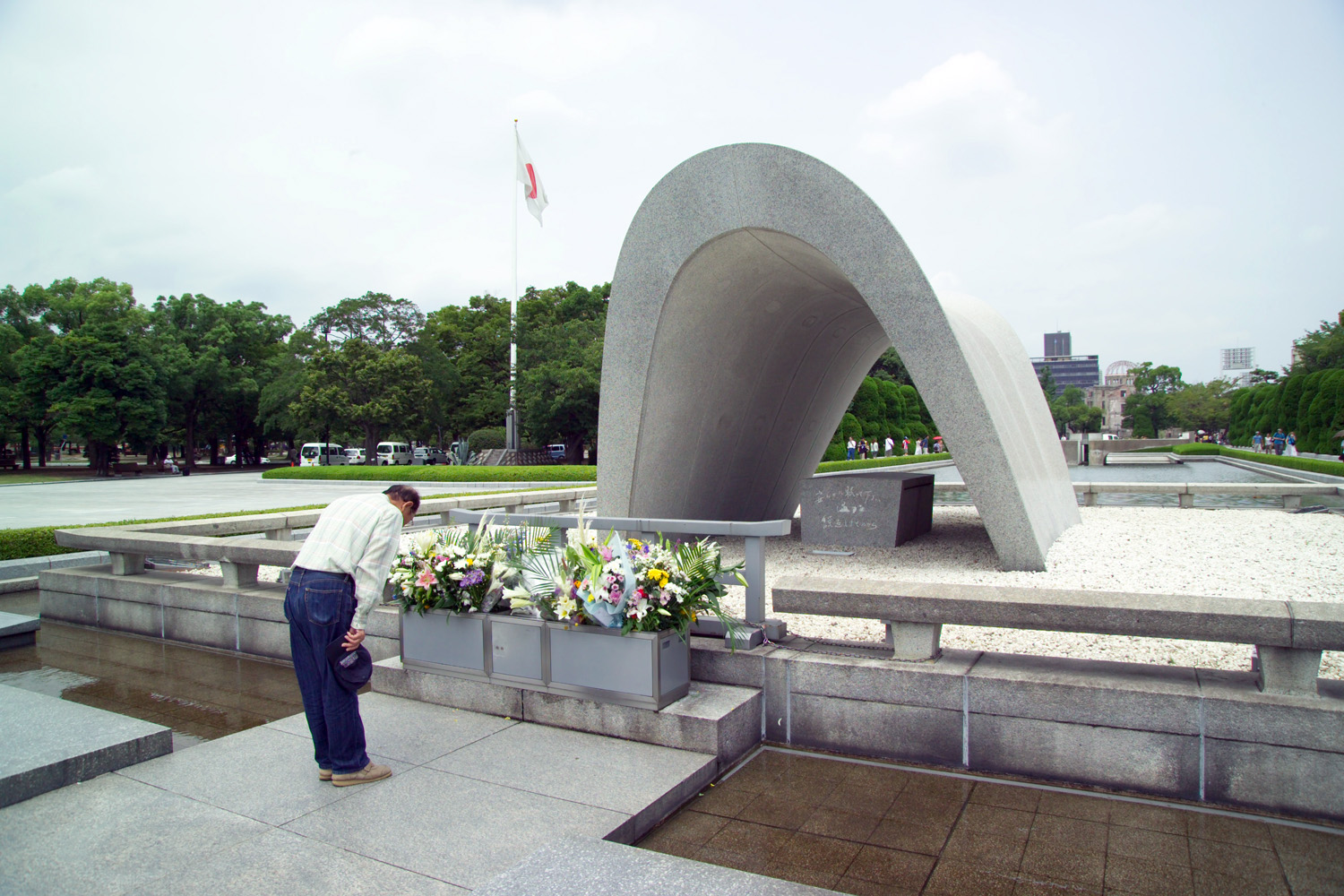
Kenotaph im Friedenspark von Hiroshima

Zum Gedenken an die Opfer des Atombombenabwurfs auf Hiroshima wurde dort im Friedenspark – zwischen dem Friedensmuseum und der Atombombenkuppel gelegen – ein Kenotaph (japanisch 広島平和都市記念碑 ‚Hiroshima heiwa toshi kinenhi‘) errichtet. Der Sockel unter dem gewölbeartigen Konstrukt trägt die Inschrift 安らかに眠って下さい 過ちは繰返しませぬから (Yasuraka ni nemutte kudasai, ayamachi wa kurikaeshimasenu kara, „Bitte ruhet in Frieden, denn die Fehler werden nicht wiederholt werden“) und eine Plakette die englische Übersetzung:

“Let all the souls here rest in peace; For we shall not repeat the evil”

„Lasst alle Seelen hier in Frieden ruhen; denn wir [= die Menschheit] wollen das Böse [= den Krieg] nicht wiederholen“

Darin befindet sich eine Liste aller (bekannten) Atombombenopfer. Sie wird bis heute im Rahmen einer Zeremonie mit den Namen von Personen fortgeführt, die an den Spätfolgen der Verstrahlung gestorben sind. Am 6. August 2015 befanden sich darin 108 Bände mit insgesamt 297.684 Einträgen.

## „Kenotaphe“ in der Ur- und Frühgeschichte
Der Begriff wurde auf grabartige Befunde ohne Skelettreste und Leichenbrand der Ur- und Frühgeschichte übertragen, die als leere Gräber eingeordnet wurden. Als „grabartig“ galten insbesondere Gruben oder Schächte mit Gegenständen innerhalb von Friedhöfen oder Gräberfeldern. Solche Befunde werden mittlerweile oft als Depotfunde eingestuft.
- In einigen britischen Langbetten fand sich – trotz bester konservierender Voraussetzungen – keinerlei Skelettmaterial, wie  bei Beckhampton in Wiltshire.
- Im Gräberfeld von Warna wurden Deponierungen von Beigaben ohne Skelette als Kenotaphe gedeutet.[7]
- Auch die Elb-Havelgermanen der römischen Kaiserzeit und die Angelsachsen (Sutton Hoo, 625 n. Chr.) kannten Scheingräber; die Wikinger setzten diese Tradition fort.
- Eine Besonderheit sind irisch Leachtanna cuimhne genannte Kenotaphe, die nur auf der Aran-Insel Inishmore vorkommen und aus dem 17.–18. Jahrhundert stammen.[8]